# Tấn Thành hầu
Tấn Thành hầu (chữ Hán: 晉成侯), tên thật là Cơ Phục Nhân (姬服人), là vị vua thứ tư của nước Tấn - chư hầu nhà Chu trong lịch sử Trung Quốc.
Tấn Thành hầu là con của Tấn Vũ hầu – vua thứ ba của nước Tấn.
Sử ký không nêu rõ thời gian ông làm vua nước Tấn bắt đầu và kết thúc khi nào. Các sự kiện lịch sử trong thời gian ông làm vua cũng không rõ. Sau khi ông mất, con ông là Cơ Tử Phúc lên nối ngôi, tức là Tấn Lê hầu.